# Ctenophorus butleri
Espèce
Synonymes
- Amphibolurus parviceps butleri Storr, 1977
- Tympanocryptis parviceps butleri (Storr, 1977)

Ctenophorus butleri est une espèce de sauriens de la famille des Agamidae.

## Répartition
Cette espèce est endémique d'Australie-Occidentale. Elle se rencontre dans l'Edel Land (en).

## Étymologie
Cette espèce est nommée en l'honneur de Margaret et William Henry Butler.

## Publications originales
- Storr, 1977 : The Amphibolurus adelaidensis species group (Lacertilia, Agamidae) in Western Australia. Records of The Western Australian Museum, vol. 5, no 1, p. 73-81 (texte intégral).